# Borzasztó csörgőkígyó
A borzasztó csörgőkígyó (Crotalus durissus) egy mérges viperafajta, mely Közép-, de főleg Dél-Amerikában él. Jelenleg nyolc alfaja ismert.

## Elterjedése
Ez a kígyó megtalálható minden dél-amerikai országban, kivéve Ecuadort és Chilét. Azonban elterjedése szétszórt, több elkülönült populációja él Dél-Amerika északi részén, beleértve Kolumbia, Venezuela, Guyana, Suriname, Francia Guyana területeit és Brazília északi részét. Előfordul még Brazília keleti részétől Peru délkeleti területeiig, illetve Bolíviában, Paraguayban, Uruguayban és Argentína északi részén, és találtak még ilyen fajt a Karib-szigetek egyes részein.

## Megjelenés
Feje tetején és nyakán két sötét csík fut végig. Gerince fölött kiemelkednek a pikkelyek.
Színe barna és szürke foltokból áll. Mint minden csörgőkígyónak, van csörgő a farka végén. Hossza általában 1-1,8 méter közé esik. Fején hőérzékelő szerv található.

## Életmód, viselkedés
Tápláléka rágcsálók, madarak, hüllők, melyeket erős mérgével bénít meg, majd egészben nyeli le.
Gödörkeszervének köszönhetően éjszaka is tud vadászni. Vészhelyzetben csörgőjét nem rázza figyelmeztetően. Mérge veszélyes az emberre, erős idegméreg (crotoxin és crotamin keveréke), bénulást okoz. A bénulás a perifériás izmokon a legerősebb, de végül légzésleállás vezethet halálhoz. A túlélt harapás következménye végleges vakság is lehet.

## Szaporodás

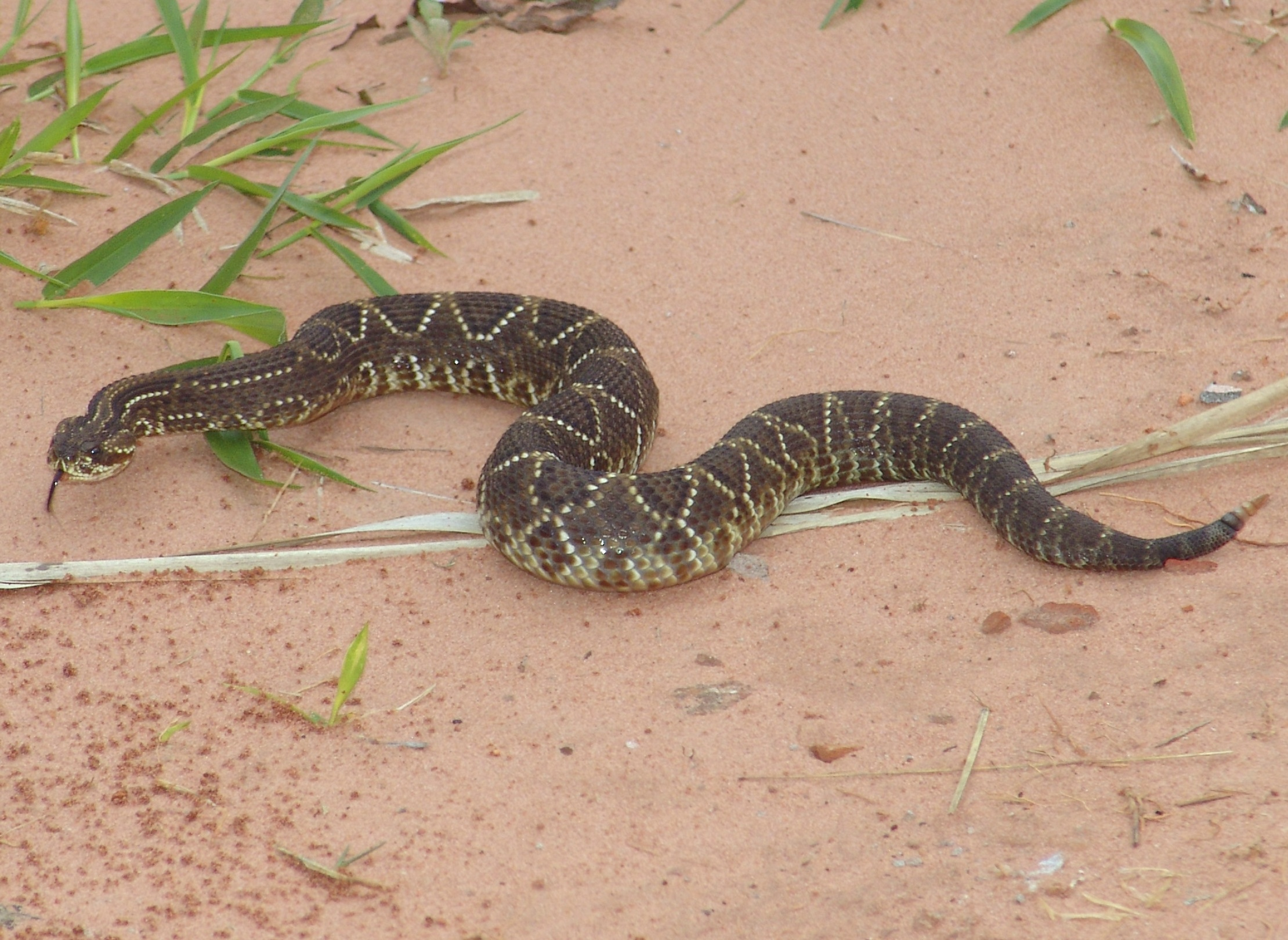
A Cascavel csörgőkígyó

Elevenszülő, évente egyszer, 2-7 ivadékát vékony hártyában hozza a világra, ahonnan születés után rögtön ki is bújnak a kiskígyók és megkezdik önálló életüket.

## Alfajok
| Alfaj             | Leíró                  | Köznév                    | Földrajzi elterjedés                                            |
| ----------------- | ---------------------- | ------------------------- | --------------------------------------------------------------- |
| C. d. cumanensis  | Humboldt, 1833         | Venezuelai csörgőkígyó    | Kolumbia és Venezuela                                           |
| C. d. durissus    | Linnaeus, 1758         | Dél-amerikai csörgőkígyó  | Guyana, Francia Guyana, Suriname                                |
| C. d. marajoensis | Hoge, 1966             | Marajoni csörgőkígyó      | Marayo-sziget (Brazília)                                        |
| C. d. maricelae   | García Pérez, 1995     |                           | Venezuela                                                       |
| C. d. ruruima     | Hoge, 1966             |                           | Venezuela                                                       |
| C. d. terrificus  | (Laurenti, 1768)       | Cascavel csörgőkígyó      | Dél-Brazília, Peru, Bolívia, Paraguay, Uruguay, Észak-Argentína |
| C. d. trigonicus  | Harris & Simmons, 1978 |                           | Guyana                                                          |
| C. d. unicolor    | Lidth de Jeude, 1887   | Aruba-szigeti csörgőkígyó | Aruba, Venezuela                                                |
| C. d. vegrandis   | Klauber, 1941          | Uracói csörgőkígyó        | Venezuela                                                       |